# Maria Margarethe Winckelmann
Maria Margarethe Winckelmann en later Maria Margarethe Kirch (Leipzig, 25 februari 1670 - Berlijn, 29 december 1720) was een Duitse vrouwelijke, astronoom en een van de eerste bekende wetenschappers en astronomen van haar tijd. Zij was de eerste vrouw die een komeet ontdekte.

## Biografie
Maria was een vrouw van Pruisische oorsprong en aanhanger van het Lutheranisme omdat haar vader een Luthers predikant was. Hij onderrichtte Maria dagelijks en na zijn overlijden werd deze taak door haar oom overgenomen. Later ging ze in de leer bij Christoph Arnold waar ze ook Gottfried Kirch leerde kennen met wie ze later trouwde. Ze was de tweede vrouw van astronoom Gottfried Kirch en samen deden ze vele wetenschappelijke onderzoeken.
Ze ontdekte op 21 maart 1702 als eerste vrouw een komeet (komeet C/1702 H1). Deze ontdekking werd in het begin aan haar man toegeschreven waardoor de komeet zijn naam draagt. Gottfried zette dit later recht, maar de komeet behield zijn naam.
Na de dood van haar man, Gottfried Kirch, probeerde ze hem in zijn functie bij de Koninklijke Academie voor Wetenschappen in Berlijn op te volgen. Ondanks de vele wetenschappelijke publicaties op haar naam werd dit niet toegestaan en werd haar kandidatuur enkel door Gottfried Leibniz gesteund. Ze kon aan de slag in het privé-observatorium van Baron von Krosigk en leidde daar haar zonen en dochter op. In 1716 werd haar zoon Christfried Kirch aangesteld als hoofd van het Koninklijk Observatorium in Berlijn waar zijzelf en haar dochter, de zus van Christfried, als assistent gingen werken.
- Biblioteca Nacional de España: XX6562000
- Gemeinsame Normdatei: 116181591
- International Standard Name Identifier: 0000 0000 1061 9510
- Library of Congress Control Number: no2016103307
- Système universitaire de documentation: 227971639
- Virtual International Authority File: 74596654
- WorldCat: E39PBJbCKPCPHQXMRcdG3CxJjC